# 醫學碩士
醫學碩士（英語：Master of Medicine），是一種經過一定的教學與訓練後，由醫學院頒發的碩士學位。這是一個授予手術、醫療專業的學位，且需必備原創性的研究論文。
已知下列的大學針對各種專業，頒發MMed學位。

## 澳大利亞

### 悉尼大学
- 睡眠醫學（Sleep medicine）醫學碩士[1]

### 昆士蘭大學
- 一般科醫師 醫學碩士
- 初級護理皮膚癌醫學（Primary Care Skin Cancer Medicine）醫學碩士

## 新加坡

### 國立大學
- 醫學院

## 中華民國（臺灣）

### 輔仁大學
- 臨床心理學（Clinical psychology）醫學碩士

## 参見
- 醫學博士